# Selección de fútbol sub-17 de Belice
La Selección de fútbol sub-17 de Belice es el equipo que representa al país en el Mundial Sub-17 y en el Campeonato Sub-17 de la Concacaf; y es controlado por la Federación de Fútbol de Belice.

## Participaciones

### Copa Mundial Sub-17
Resultado general: No se ha clasificado.
| Año                         | PJ                      | PG                      | PE                      | PP                      | GF                      | GC                      | DIF.                    | PTS                     | Ronda                   |
| --------------------------- | ----------------------- | ----------------------- | ----------------------- | ----------------------- | ----------------------- | ----------------------- | ----------------------- | ----------------------- | ----------------------- |
| China 1985                  | No existía la selección | No existía la selección | No existía la selección | No existía la selección | No existía la selección | No existía la selección | No existía la selección | No existía la selección | No existía la selección |
| Canadá 1987                 | No existía la selección | No existía la selección | No existía la selección | No existía la selección | No existía la selección | No existía la selección | No existía la selección | No existía la selección | No existía la selección |
| Escocia 1989                | No existía la selección | No existía la selección | No existía la selección | No existía la selección | No existía la selección | No existía la selección | No existía la selección | No existía la selección | No existía la selección |
| Italia 1991                 | No existía la selección | No existía la selección | No existía la selección | No existía la selección | No existía la selección | No existía la selección | No existía la selección | No existía la selección | No existía la selección |
| Japón 1993                  | No existía la selección | No existía la selección | No existía la selección | No existía la selección | No existía la selección | No existía la selección | No existía la selección | No existía la selección | No existía la selección |
| Ecuador 1995                | No existía la selección | No existía la selección | No existía la selección | No existía la selección | No existía la selección | No existía la selección | No existía la selección | No existía la selección | No existía la selección |
| Egipto 1997                 | No existía la selección | No existía la selección | No existía la selección | No existía la selección | No existía la selección | No existía la selección | No existía la selección | No existía la selección | No existía la selección |
| Nueva Zelanda 1999          | No existía la selección | No existía la selección | No existía la selección | No existía la selección | No existía la selección | No existía la selección | No existía la selección | No existía la selección | No existía la selección |
| Trinidad y Tobago 2001      | No existía la selección | No existía la selección | No existía la selección | No existía la selección | No existía la selección | No existía la selección | No existía la selección | No existía la selección | No existía la selección |
| Filandia 2003               | No clasificó            | No clasificó            | No clasificó            | No clasificó            | No clasificó            | No clasificó            | No clasificó            | No clasificó            | No clasificó            |
| Perú 2005                   | No clasificó            | No clasificó            | No clasificó            | No clasificó            | No clasificó            | No clasificó            | No clasificó            | No clasificó            | No clasificó            |
| Corea del Sur 2007          | No participó            | No participó            | No participó            | No participó            | No participó            | No participó            | No participó            | No participó            | No participó            |
| Nigeria 2009                | No clasificó            | No clasificó            | No clasificó            | No clasificó            | No clasificó            | No clasificó            | No clasificó            | No clasificó            | No clasificó            |
| México 2011                 | No participó            | No participó            | No participó            | No participó            | No participó            | No participó            | No participó            | No participó            | No participó            |
| Emiratos Árabes Unidos 2013 | No participó            | No participó            | No participó            | No participó            | No participó            | No participó            | No participó            | No participó            | No participó            |
| Chile 2015                  | No clasificó            | No clasificó            | No clasificó            | No clasificó            | No clasificó            | No clasificó            | No clasificó            | No clasificó            | No clasificó            |
| India 2017                  | No clasificó            | No clasificó            | No clasificó            | No clasificó            | No clasificó            | No clasificó            | No clasificó            | No clasificó            | No clasificó            |
| Brasil 2019                 | No clasificó            | No clasificó            | No clasificó            | No clasificó            | No clasificó            | No clasificó            | No clasificó            | No clasificó            | No clasificó            |
| Indonesia 2023              | No clasificó            | No clasificó            | No clasificó            | No clasificó            | No clasificó            | No clasificó            | No clasificó            | No clasificó            | No clasificó            |
| Qatar 2025                  | No clasificó            | No clasificó            | No clasificó            | No clasificó            | No clasificó            | No clasificó            | No clasificó            | No clasificó            | No clasificó            |
| Total                       | —                       | —                       | —                       | —                       | —                       | —                       | –                       | —                       | —                       |

### Campeonato Sub-17 de la Concacaf
Resultado general: 31°
| Año                                                     | PJ                      | PG                      | PE                      | PP                      | GF                      | GC                      | DIF.                    | PTS                     | Ronda                   |
| ------------------------------------------------------- | ----------------------- | ----------------------- | ----------------------- | ----------------------- | ----------------------- | ----------------------- | ----------------------- | ----------------------- | ----------------------- |
| Trinidad y Tobago 1983 a Estados Unidos - Honduras 2001 | No existía la selección | No existía la selección | No existía la selección | No existía la selección | No existía la selección | No existía la selección | No existía la selección | No existía la selección | No existía la selección |
| Canadá - Guatemala 2003                                 | No clasificó            | No clasificó            | No clasificó            | No clasificó            | No clasificó            | No clasificó            | No clasificó            | No clasificó            | No clasificó            |
| Costa Rica - México 2005                                | No clasificó            | No clasificó            | No clasificó            | No clasificó            | No clasificó            | No clasificó            | No clasificó            | No clasificó            | No clasificó            |
| Honduras - Jamaica 2007                                 | No participó            | No participó            | No participó            | No participó            | No participó            | No participó            | No participó            | No participó            | No participó            |
| México 2009                                             | No clasificó            | No clasificó            | No clasificó            | No clasificó            | No clasificó            | No clasificó            | No clasificó            | No clasificó            | No clasificó            |
| Jamaica 2011                                            | No participó            | No participó            | No participó            | No participó            | No participó            | No participó            | No participó            | No participó            | No participó            |
| Panamá 2013                                             | No participó            | No participó            | No participó            | No participó            | No participó            | No participó            | No participó            | No participó            | No participó            |
| Honduras 2015                                           | No clasificó            | No clasificó            | No clasificó            | No clasificó            | No clasificó            | No clasificó            | No clasificó            | No clasificó            | No clasificó            |
| Panamá 2017                                             | No clasificó            | No clasificó            | No clasificó            | No clasificó            | No clasificó            | No clasificó            | No clasificó            | No clasificó            | No clasificó            |
| Estados Unidos 2019                                     | 3                       | 0                       | 1                       | 2                       | 3                       | 6                       | –3                      | 1                       | Primera fase            |
| Guatemala 2023                                          | No clasificó            | No clasificó            | No clasificó            | No clasificó            | No clasificó            | No clasificó            | No clasificó            | No clasificó            | No clasificó            |
| Total                                                   | 3                       | 0                       | 1                       | 2                       | 3                       | 6                       | –3                      | 1                       | —                       |

### Clasificación de Concacaf para la Copa Mundial Sub-17
| Año   | PJ | PG | PE | PP | GF | GC | DIF. | PTS | Ronda                   |
| ----- | -- | -- | -- | -- | -- | -- | ---- | --- | ----------------------- |
| 2025  | 4  | 1  | 0  | 3  | 10 | 8  | +2   | 3   | 4° Grupo C No clasificó |
| Total | 4  | 1  | 0  | 3  | 10 | 8  | +2   | 3   | 0 Clasificaciones       |

### Torneo Uncaf Sub-17
Resultado general: 8.º lugar de 9
| Año              | PJ           | PG           | PE           | PP           | GF           | GC           | DIF.         | PTS          | Ronda         |
| ---------------- | ------------ | ------------ | ------------ | ------------ | ------------ | ------------ | ------------ | ------------ | ------------- |
| Nicaragua 2006   | No participó | No participó | No participó | No participó | No participó | No participó | No participó | No participó | No participó  |
| Belice 2007      | 4            | 0            | 0            | 4            | 3            | 24           | –21          | 0            | Quinto Lugar  |
| Costa Rica 2009  | No participó | No participó | No participó | No participó | No participó | No participó | No participó | No participó | No participó  |
| Costa Rica 2011  | No participó | No participó | No participó | No participó | No participó | No participó | No participó | No participó | No participó  |
| Belice 2013      | 5            | 1            | 0            | 4            | 4            | 11           | –7           | 3            | Quinto Lugar  |
| Nicaragua 2015   | 6            | 0            | 0            | 6            | 1            | 24           | –23          | 0            | Séptimo Lugar |
| El Salvador 2017 | No participó | No participó | No participó | No participó | No participó | No participó | No participó | No participó | No participó  |
| Guatemala 2018   | 6            | 1            | 0            | 5            | 3            | 19           | –16          | 3            | Sexto Lugar   |
| Honduras 2022    | No participó | No participó | No participó | No participó | No participó | No participó | No participó | No participó | No participó  |
| Costa Rica 2024  | 4            | 0            | 0            | 4            | 1            | 12           | –11          | 0            | Octavo Lugar  |
| Total            | 25           | 2            | 0            | 23           | 12           | 90           | –78          | 6            | —             |